# فيليتا
فيليتا (بالإسبانية: Veleta)‏ ويعرف أيضًا باسم بيكو ديل فيليتا (بالإسبانية: Pico del Veleta)‏؛ هو ثالث أعلى قمة جبلية في شبه الجزيرة الإيبيرية، والثاني في سلسلة جبال سييرا نيفادا في إسبانيا بعلوٍ يصل إلى 3,398 مترًا. وهو من الوجهات التي يقصدها المتزلجون. ويمكن مشاهدة قمته من غرناطة.